# Konventionen angående statslösa personers rättsliga ställning
Konventionen angående statslösa personers rättsliga ställning är en FN-konvention som syftar till att skydda och reglera statusen för statslösa personer. Den undertecknades den 28 september 1954 och trädde i kraft den 6 juni 1960. Totalt 94 stater har ratificerat konventionen.

## Historia
Artikel 15 i FN:s deklaration om de mänskliga rättigheterna föreskriver att
1. Var och en har rätt till en nationalitet.
2. Ingen får godtyckligt fråntas sin nationalitet eller nekas rätten att ändra nationalitet.

Den 28 juli 1951 undertecknades flyktingkonventionen för att reglera innebörden av flyktingbegreppet. Konventionen berörde dock inte frågan om statslöshet.
Den 26 april 1954 antog Ecosoc en resolution för att sammankalla en regeringskonferens för att fastställa statslösas status i internationell rätt. Konferensen antog konventionen den 28 september 1954.

## Bestämmelser
Konventionen föreskriver en rad bestämmelser om statslösa, däribland:
Artikel 1
Konventionen definierar en statslös person som en person som inte är medborgare enligt något lands lagar. Konventionen är dock inte tillämplig för statslösa personer som står under skydd från andra FN-organ än UNHCR, till exempel UNWRA. Konventionen är inte heller tillämplig för personer som åtnjuter samma rättigheter och skyldigheter enligt sitt boendelands lagstiftning som landets egna medborgare. Den är inte heller tillämplig för krigsförbrytare eller för personer som har begått brott mot mänskligheten eller mot freden eller på annat sätt har handlat i strid med FN:s syfte och principer.
Artikel 7
Konventionsstaterna ska behandla statslösa på samma sätt som andra utlänningar.
Artikel 8
Inga "exceptionella åtgärder" får vidtas mot statslösa personer i en konventionsstat på grund av deras tidigare medborgarskap.
Artikel 9
Provisoriska bestämmelser får införas för statslösa personer i händelse av krig eller undantagstillstånd när den nationella säkerheten är i fara.
Artikel 10
En statslös som tvingats flytta från en konventionsstats territorium på grund av andra världskriget ska betraktas vara bosatt i konventionsstaten.
Artikel 14
Statslösa ska gällande immateriella rättigheter behandlas på samma sätt som de egna medborgarna i en konventionsstat.
Artikel 27
På begäran ska konventionsstaterna utfärda resehandlingar till statslösa som är bosatta på deras territorium.
Artikel 31
Statlösa personer får inte utvisas utom med hänsyn till den nationella säkerheten eller allmänna ordningen i en konventionsstat.
Artikel 34
Tvister mellan konventionsstaterna om tillämpningen av konventionen ska avgöras av Internationella domstolen i Haag.